# Attenella attenuata
Attenella attenuata je druh jepice z čeledi Ephemerellidae. Žije v severovýchodní části Severní Ameriky. Dospělci, dorůstající obvykle 6 až 8 mm, mají charakteristická křídla s tmavým vzorem. Dospělci se objevují od začátku června do poloviny srpna, s vrcholem líhnutí v červenci. Jako první tento druh popsal kanadský entomolog James Halliday McDunnough v roce 1925.